# Alexandre Vesnine
Alexandre Aleksandrovitch Vesnine (en russe : Александр Александрович Веснин) (16 mai 1883 à Iourievets – 7 septembre 1959 à Moscou) est, avec ses frères Léonid et Viktor, un des architectes majeurs de l'architecture constructiviste. Il est surtout connu pour ses perspectives méticuleuses exécutées pour ses projets comme l'immeuble du Leningrad Pravda en 1924.

## Biographie

### Formation et premières œuvres
À la différence de son frère aîné Léonid qui fit ses études à l'académie des beaux-arts de Pétersbourg, Alexandre et son frère Victor firent leurs études à l'institut d'ingénieurs civils de Pétersbourg. Victor écrira plus tard que l'institut d'ingénieurs civils était plutôt un établissement d'enseignement supérieur technique qu'une école d'architecture.Dès 1906, les frères Vesnine participent à plusieurs concours et obtiennent plusieurs récompenses avant même l'obtention de leur diplôme. En 1912, Alexandre obtient son diplôme d'ingénieur civil. Les premiers projets sont d'un néo-classique épuré et n'annoncent pas vraiment la période d'intense créativité qui en fera un des leaders du constructivisme russe à partir de 1920. Entre les deux périodes, Alexandre Vesnine délaisse un peu l'activité d'architecte pour se consacrer à la peinture, sous l'influence visible du cubisme (composition abstraite, 1915, composition chromatique, 1917).

### Constructivisme
En 1921, Alexandre Vesnine participe à l'exposition pionnière du constructivisme 5x5=25. Il devient la figure pensante, avec Moïsseï Ginzbourg, du groupe OSA. Parmi les bâtiments dessinés par les frères Vesnine à la fin des années 1920, on compte des grands magasins, un club pour les anciens prisonniers politiques du temps des tsars et aussi un Palais de la culture pour l'usine Likatchev à Moscou. Vesnine admirait l'œuvre de Le Corbusier et le faisait savoir, et était élogieux envers son bâtiment Tsentrosoyuz, disant de lui notamment qu'il était « le meilleur bâtiment jamais construit à Moscou depuis un siècle ». Après le retour du classicisme en Union soviétique, Vesnine n'eut plus aucun projet d'importance.
En plus d'être architecte et peintre, il fut aussi décorateur pour le théâtre, travaillant fréquemment avec Lioubov Popova sur la conception de festivals d'ouvriers, et pour le théâtre Taïrov.

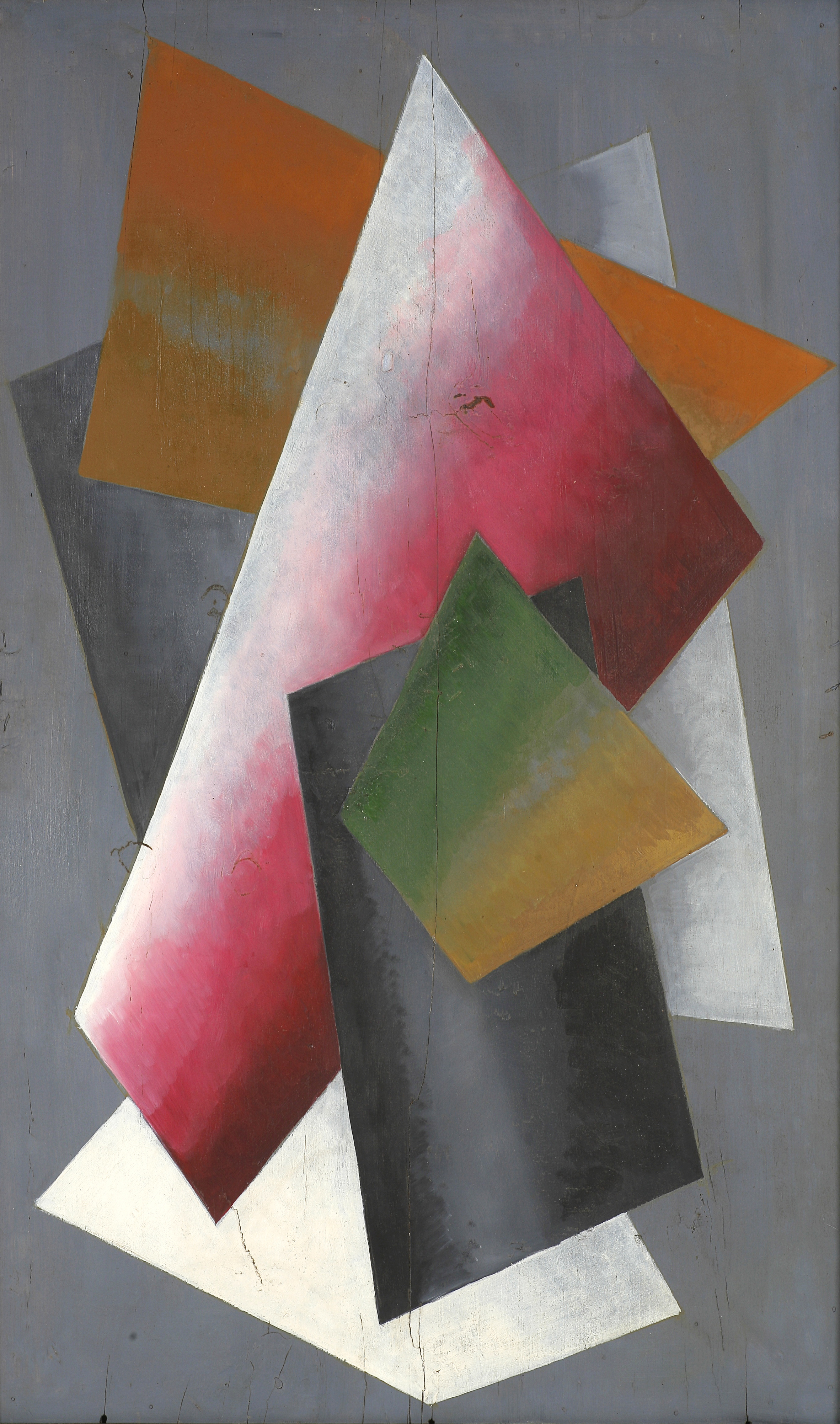
Abstract Composition. 1915c. Centre M.T. Abraham pour les Arts visuels

## Quelques réalisations
- 1934 : Projet de commissariat à l'industrie lourde
- 1930 : Club des travailleurs du pétrole, Bakou[1]
- 1930-36 : Palais de la culture de Likachev, Moscou
- 1928 : Maison des acteurs de cinéma, Moscou
- 1926 : Grands magasins Mostorg, Moscou
- 1924 : Projet des bureaux de la Leningradskaïa Pravda
- 1922-23 : Projet du Palais du travail[2].